# Gomphrena macrorhiza
Gomphrena macrorhiza är en amarantväxtart som beskrevs av Carl Friedrich Philipp von Martius. Gomphrena macrorhiza ingår i släktet klotamaranter, och familjen amarantväxter. Inga underarter finns listade i Catalogue of Life.